# Gentrificación de la Ciudad de México

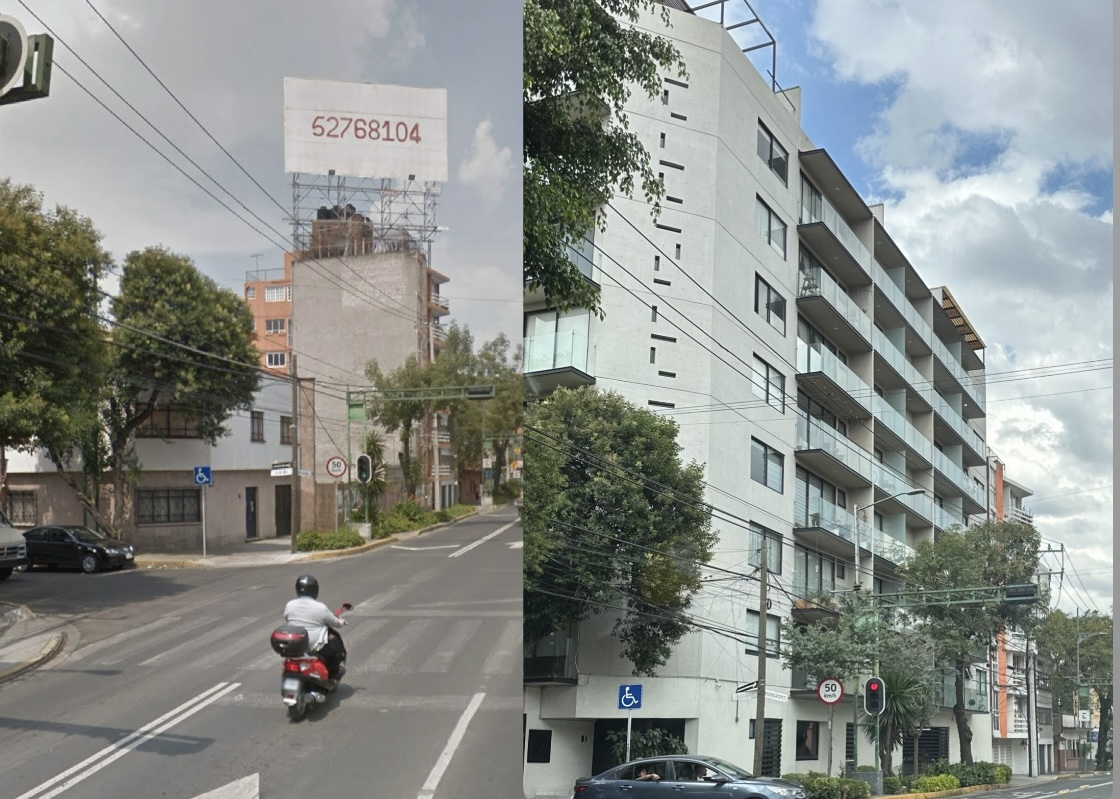
Casa tradicional (2017) a la izquierda y edificio residencial de lujo (2024) a la derecha, en la Alcaldía Benito Juárez, reflejando el cambio en el tipo de vivienda a lo largo del tiempo.

La Ciudad de México ha ido expandiendo masivamente su tejido urbano y densidad de población, convirtiéndose en la quinta ciudad más grande del mundo. Una combinación de políticas neoliberales, ubicación geográfica compleja, disparidades socioeconómicas y estrategias ineficientes, han influido en el proceso de gentrificación de la ciudad. 
La combinación de numerosos megaproyectos y estrategias de planeación urbana ineficientes han llevado a que hayan disfunciones en la circulación, la asignación comunitaria y la igualdad de acceso a los recursos. En consecuencia, las comunidades de ingresos medios y bajos se han visto directa o indirectamente alienadas y desafiadas a adaptarse a un entorno urbano complejo y en evolución.

## Historia del desarrollo de la Ciudad de México
La historia de la Ciudad de México comienza con Tenochtitlán, un asentamiento mexica construido alrededor de 1325 dC en el Valle de México. Desarrollado como una serie de islas artificiales sobre un lago, el pueblo estaba conectado por un sistema de canales, rodeando el acueducto de Chapultepec que servía como principal recurso de agua dulce y por lo tanto como base para la evolución del asentamiento. El Imperio Mexica creció rápidamente después de conseguir el control de las tierras circundantes alcanzando un tamaño de alrededor de 15 km2 y una población de alrededor de un millón de habitantes. Estas personas vivían en casas bajas hechas de adobe, comúnmente anexadas a chinampas para el cultivo. Las viviendas se compartían entre familias y se agrupaban en torno a un patio creando una diversidad de vecindades que rodeaban las construcciones públicas centrales en torno al Templo Mayor. Las principales áreas definidas por el imperio (Tepeyac, Tlacopan, Coyoacán, Iztapalapa y Texcoco) continúan siendo parte de la ciudad moderna. Las divisiones sociales según el estatus familiar, la riqueza, la ocupación, la edad y el género también eran culturalmente predominantes e influyentes en la arquitectura y el urbanismo de la época. Por ejemplo, las élites (o colonos europeos) a menudo vivían en grandes viviendas llamadas haciendas, mientras que el resto de las comunidades indígenas sobrevivía en pequeños lotes construidos de manera informal.

El desarrollo de la Ciudad de México como el entorno urbano que reconocemos hoy, comenzó a tomar forma con la llegada de Hernán Cortés, el conquistador español, a Tenochtitlán en 1519. Cuando el Imperio Azteca liderado por Moctezuma fue derrocado, los españoles tomaron el control de la planificación y organización de la ciudad. La división de bloques en cuadrícula, alrededor de una plaza central a la que se accedía a través de cuatro calles principales, creó un diseño práctico que ayudó a los españoles a retener el control, administrar la división de lotes y mantener una unidad de poder consolidado. La colocación de edificios de autoridad, instituciones religiosas y espacios económicos y sociales, enfatizó la plaza como el punto de partida físico, cultural y comercial de la ciudad. La estandarización de la arquitectura y la creación de un tejido urbano a través de una red de asentamientos diversos también habla del sentido de permanencia y expansión que aspiraban los conquistadores. La construcción de nuevos sitios fue incentivada al otorgar a los primeros colonos españoles un estatus de élite urbana y poder político que se mantendría de generación en generación. Las Ordenanzas de Indias de Felipe II, sentaron las bases para la fundación de ciudades en el Nuevo Mundo, siguiendo un conjunto de reglas estrictas de ordenación espacial y jerarquías, inspiradas en las ideas urbanísticas clásicas romanas. En este sistema de riqueza adquirida surgieron otras formas de explotación como el trabajo forzoso, la expropiación de tierras, el control de los recursos minerales, la imposición de precios elevados a los bienes y los impuestos, así como sistemas más complejos como la encomienda y el latifundio, muchas veces relacionados con la implantación del cristianismo.

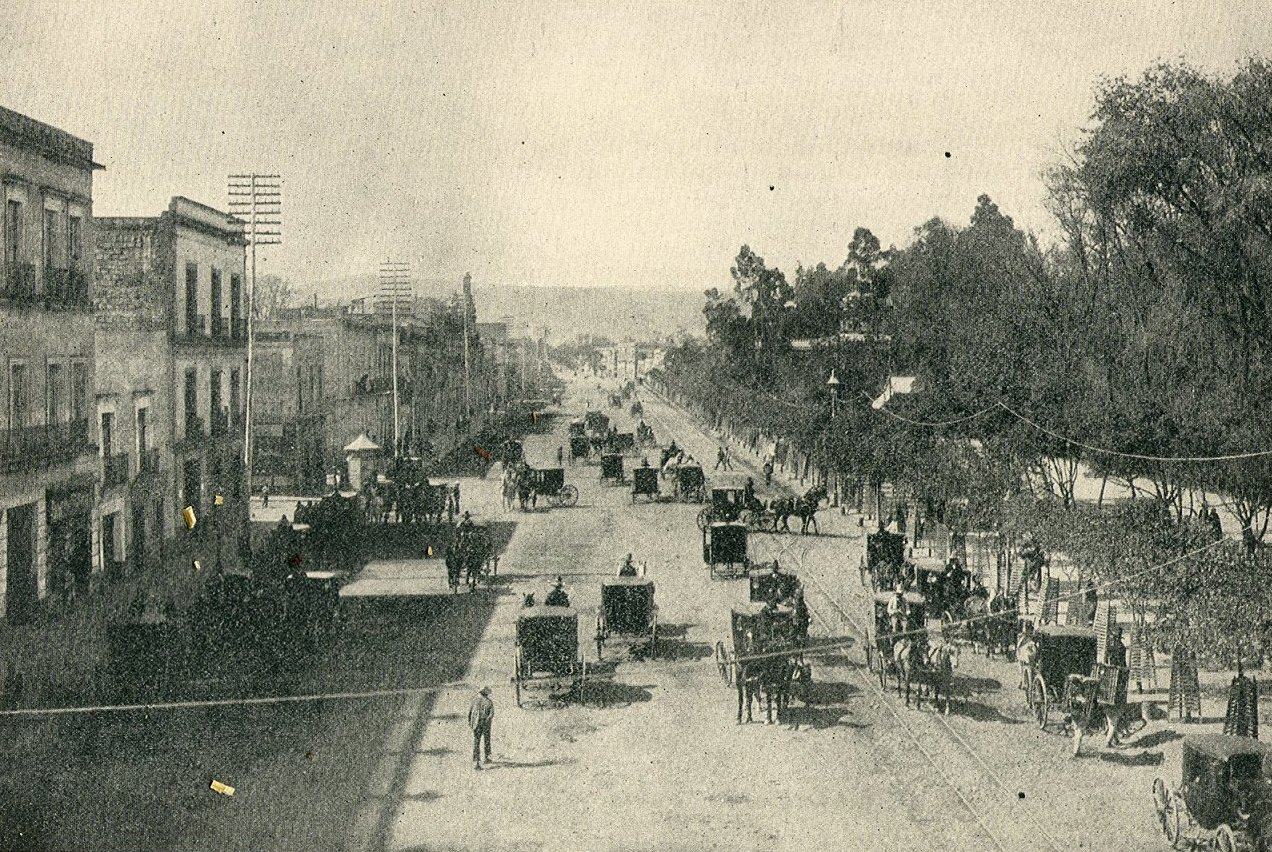
Vista de la Ciudad de México, c. 1890

En medida que las instituciones españolas generaban riqueza para la corona española, la población mexicana vivía una extrema desigualdad, incapaz de beneficiarse de su potencial económico. Desde la Independencia en 1821 hasta la Revolución mexicana en 1910, persisten las disparidades entre los grupos sociales y se fomenta la inestabilidad política a través de múltiples dictaduras, corrupción, así como rotaciones de poder. Los monopolios administrados por élites cuentan con el apoyo del gobierno, mientras que la mayoría de la población se queda con servicios públicos poco eficientes, sin acceso a educación o incentivos económicos y con poca o ninguna agencia sobre cómo se maneja el país. La Revolución Industrial empodera a la nación con un crecimiento económico basado en la exportación de bienes e inversiones externas, pero la distribución de la riqueza permanece centralizada. Esto afecta la forma en que la ciudad se desarrolla físicamente en torno a un núcleo, cultivando la densidad de población, así como una expansión urbana masiva que refleja su repentina presencia global económica y cultural.

## Desarrollo Urbano
La Ciudad de México ha sido un ejemplo icónico de área metropolitana extensa desde el siglo XIV, cuando se convirtió en la ciudad más grande del continente americano. Su continuo crecimiento demográfico y la concentración del poder económico y político tuvieron un auge en la década de 1930 cuando la participación del país en los mercados globales benefició a la industria financiera nacional. Actualmente la quinta ciudad más grande del mundo, con una población de 21 millones de habitantes (17,47% de la población nacional) que viven en 16 distritos y 59 municipios, el área urbana sigue en expansión recibiendo 1100 nuevos habitantes diariamente. La división de la ciudad se deriva de una fuerte población social y económicamente segregada conectada por su interdependencia, que se manifiesta en arreglos espaciales donde las áreas de lujo coexisten con los barrios marginales. Su desarrollo en torno a un núcleo denominado El Zócalo deriva de la relevancia histórica, cultural y política de una plaza central, así como de su concentración contemporánea de poder económico, que actualmente alberga el 80% de todas las empresas nacionales.
Desde 2005, una restauración y rediseño de zonas, motivada por inversiones estatales y privadas, ha creado emocionantes áreas de importancia histórica, oportunidades de entretenimiento y residenciales de alta calidad. Estos desarrollos urbanos se han dirigido a comunidades de élite principalmente porque este grupo sostiene económicamente al país (el 10 superior produce el 38% del ingreso nacional total) y porque el gobierno, predominantemente dirigido por el PRI (Partido Revolucionario Institucional), ha mantenido una perspectiva de política orientada a las ganancias. Por lo tanto, estos desarrollos no solo han llevado a un aumento de la población, el tráfico y la contaminación debido a una planificación urbana ineficiente, sino que también han empujado a grandes cantidades de familias de bajos ingresos a las afueras de la ciudad y han puesto en peligro la seguridad de las 11,5 millones de personas que dependen económicamente del sector subterráneo. Este problema se suma a la condición ya crítica del 40% de la población que vive en asentamientos informales, muchas veces sin acceso a red de alcantarillado y agua potable. La geología de la ciudad, ubicada en un valle montañoso, contribuye aún más a las condiciones de vida insalubres, concentrando altos niveles de contaminación del aire.
La realidad que enfrenta actualmente la ciudad es la de un rápido crecimiento urbano histórico que no ha podido ser adecuadamente controlado y planificado, debido a un gobierno corrupto y económico, así como a una sociedad compleja y fuertemente segregada. Las autoridades han pasado por alto los efectos negativos de la gentrificación en la Ciudad de México, considerados como un proceso inevitable y argumentados como inexistentes en algunos casos. En los últimos años, sin embargo, se han desarrollado una serie de propuestas como una forma de continuar con la gentrificación de la ciudad de una manera que integre y respete los derechos de todos los ciudadanos.

## Causas

### Políticas neoliberales y renovaciones
El desplazamiento de personas en la Ciudad de México comenzó desde los años 70 y 80 en forma de gentrificación simbólica y excluyente provocando desplazamiento directo (precondicionado) e indirecto (consecuencia). Las políticas neoliberales adoptadas en la década de 1980 favorecieron las inversiones privadas para reconstruir la infraestructura de la ciudad, con el fin de atraer nuevos usuarios, residentes y turistas, así como nuevos capitales globales que motivaron múltiples y drásticas renovaciones urbanas. La visión era adoptar una competitividad de mercado que hiciera que la ciudad fuera económicamente atractiva para las inversiones locales y extranjeras. Los proyectos urbanísticos que se derivaron de estas condiciones, sin embargo, incrementaron significativamente los precios de la tierra, las rentas, los servicios y los impuestos, intensificaron y transformaron los usos del suelo y solo beneficiaron al gobierno, los desarrolladores y una población mínimamente elitista.
Las poblaciones de bajos ingresos se vieron muy afectadas por el costo de estas áreas y algunas incluso fueron desalojadas o reubicadas como parte de un plan maestro para un entorno urbano “más limpio”. El concepto de una urbanidad ideal fue enfatizado aún más cuando el comercio informal fue prohibido en 1993. En algunos casos, el Programa de Comercio Popular logró la reubicación de vendedores ambulantes en plazas comerciales cubiertas, minimizando el impacto de la gentrificación laboral. De cualquier manera existen argumentos en contra de la deslocalización o invisibilización del comercio informal como la criminalización de la pobreza y la exclusión de las actividades populares locales.
Ejemplos claros de nuevas áreas urbanas manejadas por inversiones privadas son Santa Fe, Interlomas y Polanco, las tres experimentando transformaciones masivas en los últimos veinte años, convirtiéndose en áreas populares para ricos residenciales, oficinas y centros comerciales. Megaproyectos como la Ciudad Progresista Mitikah en Benito Juárez han afectado la cultura de las comunidades originarias y desplazado a miles de personas a medida que los impuestos a la propiedad aumentaron en un 500% y el costo de los servicios se triplicó. Otros barrios tradicionales que se han visto afectados por la rehabilitación de infraestructuras una vez obsoletas son Colonia Condesa y Roma, que han tenido un gran incremento de población, cambios demográficos y aumento de actividades públicas que contribuyen al ruido, el tráfico y la violencia. Muchos de estos desarrollos también están vinculados a niveles de corrupción donde ocurre la ocupación y la venta ilegal de tierras, así como la explotación de tierras públicas por parte del gobierno sin declarar impuestos.
La transformación urbana más simbólica e importante de la ciudad es la renovación del Centro Histórico de la Ciudad de México. Después de que un grupo de comunidades de élite, en las décadas de 1950 y 1960, se trasladaran a las afueras de la ciudad donde los terrenos industriales baratos podían transformarse en viviendas de lujo, el centro se pobló de familias de bajos ingresos y se llenó de altos niveles de comercio informal y formal, provocando el rápido deterioro de la zona en términos de infraestructura pública y seguridad. 
El terremoto 1985 destruyó miles de estructuras, provocando el desplazamiento de varias familias lejos del centro de la ciudad, dejando la puerta abierta para la remodelación. Muchos de los edificios en esta área estaban ocupados por bancos, oficinas y comercio en los pisos inferiores, pero estaban severamente infrautilizados en los niveles superiores. Con las políticas neoliberales, el mayor empresario mexicano Carlos Slim a través de su grupo financiero Carso, transformó radicalmente la morfología de la ciudad al invertir más de 5 millones de dólares en la renovación de alrededor de 100 edificios barrocos históricos, así como en la construcción de nuevas estructuras verticales para ser ocupadas como viviendas, dependencias, oficinas, plazas y museos. Se implementaron otros equipamientos urbanos como circuitos ciclistas, corredores peatonales, actividades de entretenimiento, programas de seguridad e infraestructura tecnológica. El valor de la zona se triplicó en 10 años, pasando los precios de las edificaciones de 100 dólares por pie cuadrado a 2,176 en seis años (2000-2006). Ahora el centro es visitado por más de un millón de personas diariamente, recuperando su valor simbólico, cultural y social como núcleo de una nación. Una vez más, El Zócalo se ha convertido en una zona solo viable para vivir y trabajar para un pequeño porcentaje de la población, especialmente con la creación de la norma 26 que permitió la elevación de los precios en el centro para aumentar la competencia por el suelo urbano.

### Reglamento de vivienda
En la ola de nuevas políticas en la década de 1990, el estado dejó de promover la vivienda pública y permitió que las instituciones privadas lideraran la producción de vivienda. El gobierno ofreció créditos para la adquisición de inmuebles, pero la vivienda se convirtió en un producto económico basado en la demanda. Luego de la reforma al artículo 27, las tierras ejidales (un tipo de propiedad comunal que se entregaba a las poblaciones rurales como derecho a trabajar sus tierras) ahora podían transformarse legalmente en propiedad privada. A medida que se expandía el tejido urbano, aumentaba la infraestructura en la periferia debido a la disponibilidad de terrenos baratos y las propiedades comunales comenzaron a venderse ilegalmente a los desarrolladores. 
Otro problema es que estas infraestructuras periféricas a menudo se construyen en paisajes inestables propensos a derrumbes e inundaciones y tienen poco o ningún acceso a servicios básicos como distribución de agua y servicios de salud. Además, las casas a menudo se construyen en modo de autoayuda, sin una autoridad estructural que supervise la construcción. En los últimos diez años se han construido alrededor de 500 mil viviendas de interés social, pero la calidad, ubicación y acceso de estas unidades generó el abandono de viviendas y una mancha urbana ilegal, insegura e ineficiente. Sin embargo, alrededor de 100 000 personas aún se van a las afueras de la ciudad cada año debido al aumento de los costos, a pesar de los desplazamientos diarios y la menor calidad de vida.
Los espacios periurbanos son administrativamente desafiantes ya que las jurisdicciones no caen formalmente dentro de la responsabilidad directa de una agencia local, estatal o federal y, por lo tanto, estudiar y mantener la infraestructura se convierte en una tarea compleja.

## Efectos
Desde impactos de baja escala como la pérdida de la seguridad de la vivienda, empleos, acceso a los recursos, desplazamientos diarios y alienación social y física, hasta resultados de gran escala como el aumento de la violencia, el tráfico, la contaminación, la planificación ineficiente, la discriminación y las disfunciones económicas, los impactos de la gentrificación, cada persona que vive en una ciudad de una forma u otra. Los efectos de la gentrificación en la Ciudad de México provienen de la transformación y expansión de las zonas urbanas, así como de la adopción de políticas capitalistas, un consumismo elevado y una fuerte dominación de clase por parte de las élites domésticas.
La saturación del comercio y los espacios públicos ha llevado a grandes aumentos en la congestión del tráfico, ruido, necesidad de estacionamiento en la calle, ocupación de aceras y divisiones de calles, cambios de uso de suelo, tensión entre los residentes, el gobierno local y los nuevos ocupantes, violencia urbana, regulación de comercio informal y múltiples protestas para frenar megaproyectos. Después de una entrevista a tres mil personas de 10 pueblos diferentes, un estudio encontró que más de la mitad no vivían en el mismo barrio en el que residían originalmente, algunos ni siquiera en el mismo distrito debido al aumento de los precios. El estudio también reveló un aumento drástico de plazas comerciales y nuevos vecinos con mayores ingresos y edades más jóvenes. La expansión de la urbanización también provocó cambios en las oportunidades de empleo tanto en el sector formal como en el informal, lo que provocó un aumento en los sectores económicos secundarios y terciarios y una disminución en las actividades primarias. Este mismo estudio encontró que la gentrificación conduce a áreas temporales con mayor diversificación de ingresos. Este entorno más urbanizado también provocó mayores niveles de educación, ya que las familias dudaban más en retirar a los niños de la escuela para aumentar las posibilidades de empleos formales en la ciudad. La regulación de los vendedores ambulantes provocó el desplazamiento de mercados y complicó la accesibilidad a comercios más baratos, provocando inestabilidad laboral y de servicios.
Otra gran consecuencia de la gentrificación en la Ciudad de México ha sido el aumento del desarrollo periférico y metropolitano de viviendas ilegales, a menudo en zonas de riesgo como áreas sísmicas, zonas inundables y pendientes peligrosas. En 2002, el gobierno regularizó los asentamientos ilegales de las comunidades con presencia histórica, ya que un total de 709 asentamientos ilegales ya formaban parte del entorno urbano. La legalización de estos asentamientos fue una forma de minimizar el desplazamiento, pero que de igual forma reafirman la libertad de responsabilidad de los gobiernos locales para garantizar viviendas seguras y saludables para la mayoría de la población. Las actitudes políticas comunes abarcaron la idea de que las poblaciones desfavorecidas y los inmigrantes rurales no estaban siendo afectados por los asentamientos irregulares, ya que estos responden mejor a sus necesidades, capacidades e identidad que los proyectos de vivienda asequible, y que la actividad de autoconstrucción produjo comunidades más cercanas y mayores cantidades de participación económica.
Una producción en masa de unidades unifamiliares asequibles con una infraestructura de servicio y transporte público deficientes ha llevado a una baja calidad de vida con excesivos desplazamientos diarios, lo que provoca altos niveles de contaminación del aire, segregación social y abandono de viviendas. Asimismo, las casas tienen un tamaño mínimo y muchas veces carecen de privacidad. El deterioro de las zonas de preservación debido al rápido crecimiento de la ciudad y la falta de normas territoriales adecuadas también es una preocupación reciente, ya que el estrés ambiental debido a la explotación de la tierra y el agua ha comenzado a afectar importantes ecosistemas como Ajusco y Xochimilco, que además albergan 1800 especies de plantas. y animales, sirven para regular el clima, filtrar el agua de lluvia y tener valor paisajístico.
En algunas áreas, los proyectos de renovación urbana relacionados con la gentrificación han llevado a la tala de árboles, cambios en el drenaje y un aumento en los residuos por el turismo y el estilo de vida de nuevos residentes. Esto deteriora la calidad de vida y el entorno natural de la ciudad. 
En zonas gentrificadas, hay divisiones físicas y sociales entre los residentes originales y los nuevos. Estas divisiones incluyen la exclusión de ciertos grupos en espacios renovados o en el acceso a servicios comunitarios. La gentrificación desplaza a personas y pequeñas empresas locales, reemplazándolas por cadenas comerciales para un público de mayores ingresos, lo que empobrece la oferta cultural y homogeneiza el espacio urbano. La llegada de nuevos residentes de altos ingresos promueve la "estética del orden" y la seguridad que restringe el acceso de los habitantes originales a los espacios públicos, alterando la dinámica social y limitando el uso del espacio tradicional. Además, plataformas como Airbnb generan nuevas tensiones urbanas.

## Soluciones existentes y propuestas

### Inclusión y mentalidad
Las áreas metropolitanas se han convertido en ejes sociales, políticos, económicos y culturales que tienen un peso valioso como alma de las naciones. De hecho, el 54% de la población mundial ya reside en áreas urbanas y se espera que el número aumente al 75% para 2050. La multiplicidad de servicios y oportunidades otorgan a los espacios urbanos un valor social incomparable y único, pero también presentan desafíos de crecimiento e inclusión. En el caso de la Ciudad de México, los derechos de la población no se están cumpliendo a costa de un rápido crecimiento que beneficia a un grupo ya económicamente poderoso.
El desafío de la gentrificación exige soluciones creativas en la forma de habitar, integrar, fiel a sus raíces y fragmentar la ciudad de manera eficiente, flexible e inclusiva. El control del desarrollo urbano y de quienes lo habitan avanza hacia enfoques humanistas que aseguran una participación homogénea de las comunidades y devuelve la agencia a los grupos que han sido ignorados. El fortalecimiento de los gobiernos locales con asignación eficiente de recursos y competitividad a través de técnicas de calidad, diversidad y adaptación local. puede ser un comienzo influyente.
El empoderamiento de las personas a través de movimientos sociales y procesos de planificación de abajo hacia arriba es vital para crear una sociedad que esté igualmente involucrada en la planificación y financiación de proyectos que definen el futuro de la ciudad. La estrecha comunicación entre las localidades y el gobierno debe fomentar zonas inclusivas, con arreglos asequibles y creativos de opciones de residencias, comercio y servicios para garantizar un espíritu urbano que combine la modernidad de la exposición global y la singularidad de los ejercicios tradicionales. La reubicación de personas en caso de gentrificación leve debe ser igualmente sensible a la provisión de espacios que satisfagan las necesidades y deseos de esas comunidades.
Algunos urbanistas proponen implementar una visión que esté en sintonía con las condiciones culturales y sociales que son específicas de la ciudad, aprovechando las estructuras de la religión y la espiritualidad como instrumentos para redefinir la forma en que las personas miran y piensan sobre el espacio, a favor de una más entorno sostenible. Otros enfoques sociales que se pueden aplicar son las artes como herramienta para tratar problemas urbanos, donde las instituciones generan soluciones innovadoras basadas en el diseño (filosofía del pensamiento de diseño), involucrando a un público más amplio a través de propuestas únicas. Este tipo de enfoque se utilizó en los años 70 para reinventar el bajo Manhattan como centro cultural; también analiza la creación de lugares, la invención del espacio para lograr el éxito económico de una manera que contribuya a un diálogo político y social saludable, naturalizando los cambios de manera que las comunidades circundantes desarrollen un nuevo sentido de apego o compromiso.

### Sustentabilidad

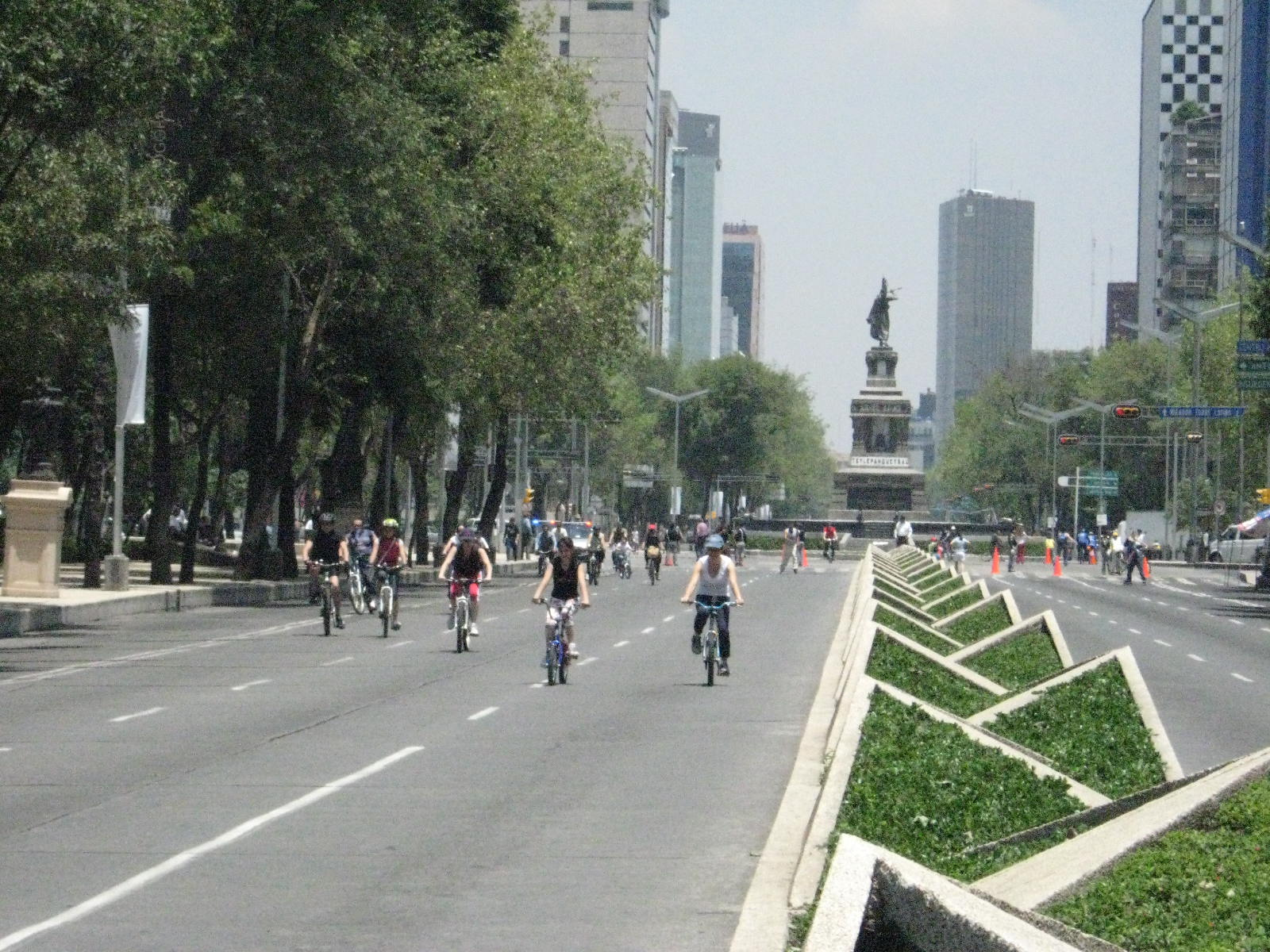
Bicicletas que circulan por el Paseo de la Reforma en la Ciudad de México. Los domingos esta amplia avenida y otras se cierran al tránsito vehicular por el programa Muévete en Bici.

En 1992, la Ciudad de México fue considerada la ciudad más contaminada del mundo según la ONU, principalmente debido a los contaminantes del transporte, que afectan la gentrificación en términos de calidad de vida urbana. No obstante, desde entonces, la ciudad ha invertido en una diversidad de proyectos que incluyen energía solar, construcciones inteligentes, mejores espacios y transporte público y recolección separada de desechos vinculados a sistemas de reciclaje/incineración. Los sistemas de transporte público en la ciudad incluyen trenes ligeros, subterráneos, autobuses y taxis que están ampliamente disponibles pero a menudo son de mala calidad, poca confiabilidad y demanda excesiva.
Proyectos como Ecobici, una red de bicicletas compartidas (2010) han demostrado ser exitosos al convertirse en el sistema más grande de América del Norte con 668 estaciones, 70km de carril y 9308 bicicletas. Además, zonas como el centro histórico cuentan con varias calles peatonales y líneas de autobuses cero emisiones en sustitución de los antiguos microbuses. Los proyectos para construir vías de tren rápido también están actualmente en marcha conectando zonas exteriores como Toluca con el centro de la ciudad. Otro programa reciente es el programa Hoy no circula, donde se limita la conducción en función de las matrículas.
La activación de espacios verdes en proyectos urbanos como parques públicos, techos ajardinados, áreas protegidas, vegetación en infraestructura pública o incluso jardines privados ayudan a limpiar el aire, mejorar el bienestar humano, reducir el ruido, aumentar el atractivo de comunidades hacinadas y fomentar la interacción entre grupos sociales.
Los desarrollos compactos con una verticalidad enfatizada son otro enfoque para crear espacios activos con un uso eficiente de la energía, menos distancias de manejo, tiempo de respuesta de emergencia reducido, mezcla de viviendas, servicios y trabajos. Urbanistas respetados como Jeff Speck abogan por la transitabilidad de las ciudades como una solución para ciudades sostenibles que trabajen para detener el cambio climático, fomentar la participación de la comunidad, crear diversidad local y autosuficiencia con viviendas, escuelas, parques y servicios alcanzables que son inducidos por la demanda y interconectado. Otras sugerencias de urbanismo son adaptarse a las periferias ya concentradas mediante la descentralización de trabajos y servicios, mediante la creación de nuevos puntos de interés.
Los proyectos recientes para incorporar la sustentabilidad se pueden ver en Santa Fe con la creación del Parque La Mexicana, renovaciones en secciones del parque público Chapultepec, infraestructura verde en vías principales como Periférico y Reforma y la adopción de la política Bando 2 que restringió el crecimiento urbano a través de estrictos permisos y préstamos de vivienda por parte del INFONAVIT (el instituto nacional de vivienda de los trabajadores). La definición de corredores culturales como Regina St donde coexisten diversos grupos en una mezcla de desarrollos residenciales y comerciales también es un buen ejemplo.

### Medición de la expansión
Recientemente, el Gobierno de México desarrolló un sistema de medición de la dinámica urbana denominado Sistemas Urbanos Nacionales (SUN) que busca apoyar la toma de decisiones de políticas urbanas y de vivienda de una manera más productiva. Las medidas que pueden ayudar a realizar un seguimiento del urbanismo y sus consecuencias son la Entropía de Shannon desarrollada en 1948, que puede monitorear y cuantificar la velocidad y expansión de diversas regiones en diferentes intervalos de tiempo.
El enfoque de Medios de Vida Sostenibles es otra herramienta que sirve para priorizar y expandir el alcance del desarrollo aumentando la efectividad y considerando las capacidades, recursos y actividades requeridas para diferentes grupos. El diseño centrado en el ser humano puede ayudar aún más a replantear las técnicas para abordar los desafíos, innovando siempre en torno a las personas y asignando recursos limitados de una manera que maximice la experiencia individual y colectiva de todos los grupos liderados por la multiplicidad de puntos de vista, necesidades y demandas.

### Abraza lo local
Las huellas individuales y la colectividad de los grupos sociales llevan cultura y materialidad simbólica que pueden complementar fuertemente un entorno urbano dinámico. Los proyectos urbanos deben ser elásticos y abiertos a transformaciones constantes, formas innovadoras de crear áreas inclusivas y representar las características locales que potencian las relaciones sociales y la experiencia espacial. Embellecer y modernizar la ciudad no debe ser a expensas de perder su toque nacional y local para adaptarse a las convenciones globales, sino empujar contra las demandas y constricciones sociales de manera que se motiven proyectos sostenibles y eficientes y pueda coexistir una sociedad homogénea.  
Los proyectos de arquitectura y paisajismo deben impulsar la maximización de espacios, oportunidades e inversiones económicas en un marco estricto de ética que permita a todos los miembros de la población el acceso a calidades de vida dignas con ambientes saludables y con amplias oportunidades de desarrollo cultural, artístico, educativo y de recreación profesional. 
La Ciudad de México se encuentra en una etapa en la que sus estrategias de redesarrollo y replanificación deben cuestionarse y reformularse para que se ajusten a sus necesidades reales como núcleo de una nación multicultural. Al hacerlo, la ciudad podría servir como un extraordinario ejemplo mundial del poder de las áreas urbanas para cambiar la mentalidad, desafiar las convenciones y producir excelentes entornos para que viva la gente.

## Manifestaciones contra la gentrificación
Durante el 2025, habitantes de la Ciudad de México convocaron a manifestarse contra el proceso de gentifricación, el turismo masivo y las implicaciones que llega a tener en las diferentes zonas de la ciudad donde se ha centrado.
La primera marcha se celebró el 4 de julio, dio inicio en la explanada del Parque México ubicado en la colonia Condesa, el contingente se encaminó hacia las calles de las colonias Juárez, Roma, Condesa e Hipódromo hasta la embajada de Estados Unidos. Las principales demandas y consignas fueron en torno a impulsar el comercio local, al dezplazamiento y despojo de habitantes originarios, el encarecimiento de las viviendas, entre otras exigencias.
La segunda marcha fue el 20 de julio, comenzó desde la estación Fuentes Brotantes del Metrobús en la alcaldía Tlalpan hacia la estación Caminero, debido a la movibilidad y cierre de algunas avenidas por parte de policías capitalinos, el contigente redirigió la manifestación por Insurgentes hacia Ciudad Universitaria en la alcaldía Coyoacán. Esta marcha enmarco sus exigencias contra el mega proyecto Fuentes Brotantes 134 por el riesgo ambiental y cultural que conlleva, la turistificación, el tema de la vivienda digna y accesible. En esta movilización se se sumaron colectivos, habitantes de pueblos originarios del sur de la ciudad y organizaciones civiles.